# Героїчне тріо (фільм)
«Героїчне тріо» — кінофільм режисера Джонні То, який вийшов на екрани в 1993 році.

## Зміст
Хтось викрадає немовлят прямо з-під носа поліції. Поліцейський інспектор Лау нічого не може з цим зробити, і вся поліція сподівається виключно на Таємничу Жінку.

## Ролі
| Актор                | Роль |
| -------------------- | ---- |
| Меггі Чун            | -    |
| Мішель Йео           | -    |
| Аніта Муй            | -    |
| Даміан Лау           | -    |
| Ентоні Вонг Чау-Санг | -    |
| Пол Чун              | -    |
| Джеймс Пак           | -    |
| Ши-Кван Йєн          | -    |
| Zhuoxin Chen         | -    |
| Haowen Jiang         | -    |

## Знімальна група
- Режисер — Джонні То
- Сценарист — Сенді Шоу, Джек Маебі
- Продюсер — Сіу-Тунг Чінг, Джонні То, Кора Чен
- Композитор — Вей леп Ву